# I. Devlet Giráj krími kán

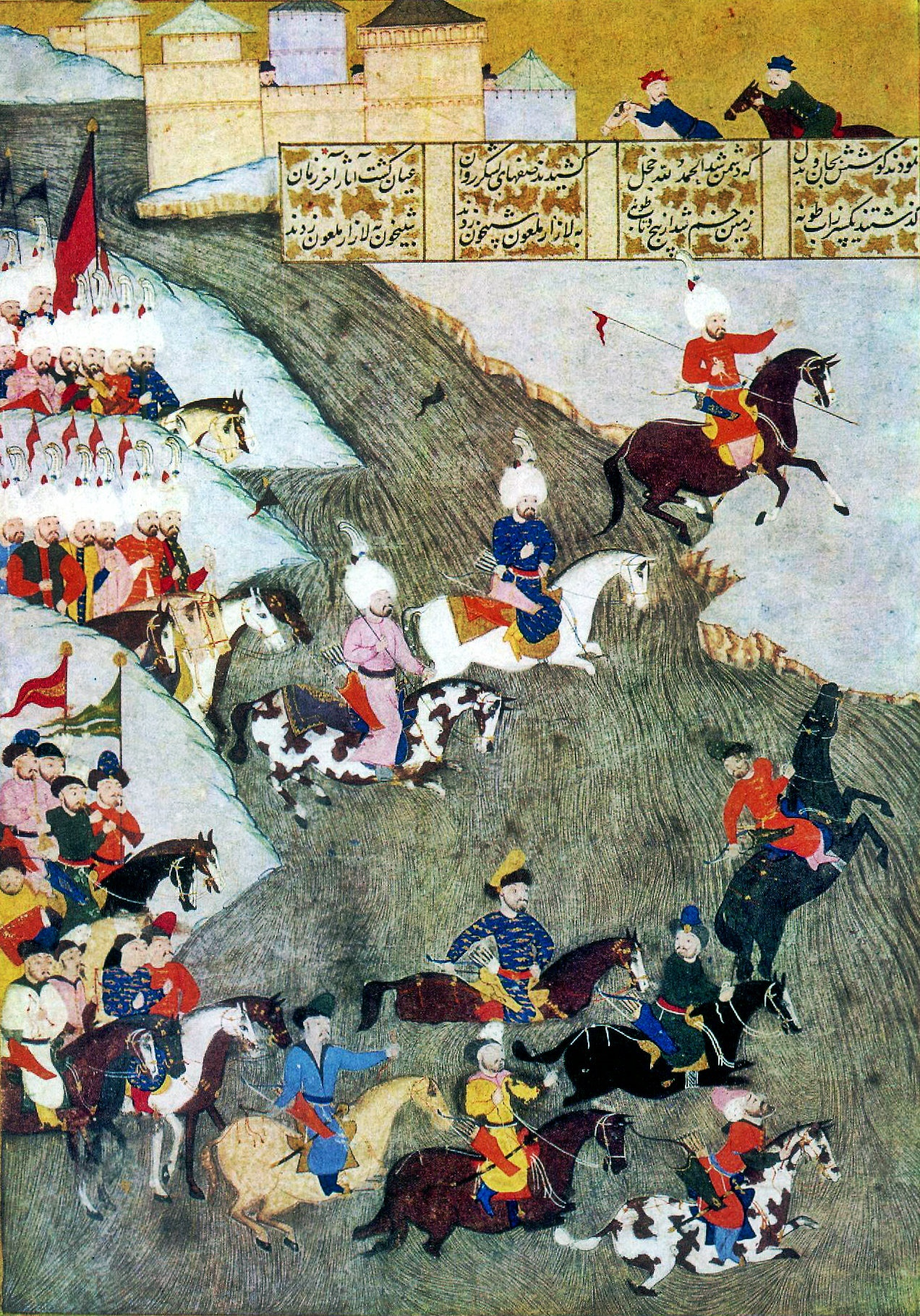
Krími tatár előőrsök Szigetvár ostrománál (perzsa miniatúra, 1579).

I. Devlet Giraj (krími tatár nyelven I Devlet Geray, arab átírással ۱دولت كراى), (kb. 1512 – Bahcsiszeráj, 1577. június 25.) a Krími Tatár Kánság fejedelme 1551 és 1577 között.

## Eletrajza
Először a krími hordák vezére volt I. Száhib Giráj hadvezéreként. 1543-ban részt vett I. Szulejmán magyarországi hadjáratában (Habsburg–török háború (1540–47)), harcolt Esztergom és Székesfehérvár alatt. Ez időben még Isztambulban élt, s megszerezve a porta támogatását, 1551-ben a Krím trónjára került. Uralkodása alatt a Krím az Oszmán Birodalmon belül szélesebb kiváltságokat és önállóságot élvezett mint a hűbéres Havasalföld és Moldva.
1555-től állandó háborút vívott Moszkva ellen, mert Rettegett Iván a tatár területek leigázására törekedett.

1568-ban I. Szelim sereget küldött az oroszok ellen, amelyet Devlet 50 ezer lovassal támogatott (asztrahányi hadjárat), de a hadjárat csúfos kudarccal ért véget. 1571-ben Devlet folytatta a háborút Moszkva ellen, s újabban török segítséget vett igénybe, ám a döntő mologyi csatában vereséget szenvedett.
A Moszkva ellen vezetett hadjáratainak elsődleges célja, hogy a Kazáni és Asztrahányi kánságot visszaszerezze Rettegett Ivántól, de nem sikerült. Ennek ellenére gazdaságpolitikáját tekintve sikeres volt, mert hazájának szép jövedelme származott az Ukrajnával és Oroszországgal folytatott prémkereskedelemből.

## Fordítás
Ez a szócikk részben vagy egészben  a   Devlet I Giray című angol Wikipédia-szócikk fordításán alapul.  Az eredeti cikk szerkesztőit annak laptörténete sorolja fel. Ez a jelzés csupán a megfogalmazás eredetét és a szerzői jogokat jelzi, nem szolgál a cikkben szereplő információk forrásmegjelöléseként.